# Drymoanthus
Drymoanthus – rodzaj roślin z rodziny storczykowatych (Orchidaceae). Obejmuje cztery gatunki występujące w Nowej Kaledonii, Nowej Zelandii (w tym na Wyspach Chatham) oraz w stanie Queensland w Australii. Są to epifityczne, rzadziej litofityczne, rośliny zielne rosnące w lasach na wysokościach do około 880 m n.p.m.

## Morfologia
KwiatyZielonkawe, zielonkawobiałe lub żółte, często z czerwonymi lub fioletowymi plamkami.

## Systematyka
Rodzaj sklasyfikowany do podplemienia Aeridinae w plemieniu Vandeae, podrodzina epidendronowe (Epidendroideae), rodzina storczykowate (Orchidaceae), rząd szparagowce (Asparagales) w obrębie roślin jednoliściennych.
Wykaz gatunków
- Drymoanthus adversus (Hook.f.) Dockrill
- Drymoanthus flavus St.George & Molloy
- Drymoanthus minimus (Schltr.) Garay
- Drymoanthus minutus Nicholls